# Nhà máy kẹo cao su Bình Nhưỡng
Nhà máy kẹo cao su Bình Nhưỡng là một nhà máy sản xuất kẹo cao su ở Bình Nhưỡng, Triều Tiên. Nhà máy này do Tổng Công ty Ponghwa Triều Tiên điều hành.
Theo Thông tấn xã Trung ương Triều Tiên, nó bắt đầu hoạt động vào tháng 10 năm 2003 với diện tích sàn là 4.400 mét vuông (47.000 foot vuông), nằm trên 11.900 mét vuông (128.000 foot vuông) đất ở Rakrang-guyok. Năng lực sản xuất hàng năm của nhà máy này theo báo cáo là 1.200 tấn. Năm 2008, nó chuyển đến một địa điểm mới trên Phố Tong'il, Chung-guyok.  Tòa nhà mới được xây dựng bởi những người lính của Quân đội Nhân dân Triều Tiên. Kim Chính Nhật đã thị sát nhà máy vào tháng 1 năm 2009. Một cuốn sách ảnh về nhà máy đã được Báo ảnh Triều Tiên xuất bản vào năm 2010.
Trong số các sản phẩm của họ thì có Kẹo cao su Unbangul (은방울 껌). KCNA báo cáo rằng nó tăng cường bảo vệ cho lợi và răng, ngăn ngừa sâu răng, chống lại bệnh vôi răng và chứng hôi miệng, đồng thời thúc đẩy tiêu hóa và phát triển não bộ. Các hương vị có sẵn của kẹo bao gồm nho, bạc hà và dâu tây, ở dạng phẳng, tròn và vuông. Thành phần chính của kẹo cao su là cao su ăn được, đường, glycerine, hương liệu và màu thực phẩm tự nhiên.